# Сунь Ятін
Сунь Ятін (24 лютого 1988) — китайська ватерполістка.
Учасниця Олімпійських Ігор 2008, 2012 років.
Призерка Чемпіонату світу з водних видів спорту 2011 року.
Переможниця літньої Універсіади 2009, 2011 років.